# Baryphyma
Baryphyma és un gènere d'aranyes araneomorfes de la subfamilia Erigoninae, pertanyent a la família Linyphiidae.
Es poden trobar a la zona holàrtica.
Fou descrita per primera vegada per Eugène Louis Simon in 1884.

## Llista d'espècies
Segons The World Spider Catalog 12.0:
- Baryphyma gowerense (Locket, 1965) Nord-amèrica, Irlanda, Gran Bretanya, Escandinàvia, Estònia, Polònia, Rússia
- Baryphyma insigne (Palmgren, 1976) Finlàndia, Rússia europea
- Baryphyma maritimum (Crocker & Parker, 1970) Europa central i de l'oest, Kirguizstan
- Baryphyma pratense (Blackwall, 1861) (Espècie tipus) Europa
- Baryphyma proclive (Simon, 1884) Itàlia
- Baryphyma trifrons (O. Pickard-Cambridge, 1863) Nord-amèrica, Europa, Caucas, Rússia, Kazakhstan